# Tudor Vladimirescu (okręg Gałacz)
Tudor Vladimirescu – wieś w Rumunii, w okręgu Gałacz, w gminie Tudor Vladimirescu. W 2011 roku liczyła 4872 mieszkańców.